# شهرستان مستقل ورکسام
شهرستان مستقل ورکسام (به انگلیسی: Wrexham County Borough) یک شهرستان در ولز است. ورکسام ۴۹۹ کیلومتر مربع مساحت و ۱۳۶٬۷۰۰ نفر جمعیت دارد.